# Блакитноокий Мікі
Блакитноокий Мікі — комедійний фільм 1999 року.

## Сюжет
Добропорядний Мікі Фелгейт закохався в дочку нью-йоркського гангстера Джину Вітале. Але дізнається про це, коли мова вже зайшла про весілля. Ця новина не сильно збентежила Мікі, та й Френк Вітале виявився милою людиною і зустрів майбутнього зятя з розпростертими обіймами. Мікі, можна сказати, був достроково прийнятий в «сім'ю». А раз так, то скоро здивований наречений виявився в епіцентрі подій, явно з незаконними властивостями. Він все зрозумів, але було пізно.